# Hannopil, Bobrîneț
Hannopil (în ucraineană Ганнопіль) este un sat în comuna Roșceahivka din raionul Bobrîneț, regiunea Kirovohrad, Ucraina.

## Demografie
Componența lingvistică a localității Hannopil
     Ucraineană (94,25%)
     Română (3,45%)
     Rusă (1,15%)
     Belarusă (1,15%)
Conform recensământului din 2001, majoritatea populației localității Hannopil era vorbitoare de ucraineană (94,25%), existând în minoritate și vorbitori de română (3,45%), rusă (1,15%) și belarusă (1,15%).